# Пызы
Пызы, картачэ (пол. pyzy, kartacze) —  блюдо белорусской, польской и украинской кухни. Напоминают литовские цеппелины. По форме могут быть сферические или овальные. 
В Белоруссии и Польше готовятся пызы из творожно-картофельного теста (картофель может быть как сырой, так и отварной), начинка — мясной фарш с луком и специями. Приготовить пызы можно двумя способами: 1) обжарить в растительном масле, а затем залить водой и тушить до готовности;  2) просто отварить. Подают к столу обычно со сметаной или шкварками.
На Украине пызы готовят из гречневого теста, но также известны и пшеничные, картофельные пызы. Похожи на клёцки, их отваривают и подают как отдельное блюдо или к супам.